# Microscolex aucklandicus
Microscolex aucklandicus är en ringmaskart. Microscolex aucklandicus ingår i släktet Microscolex och familjen Acanthodrilidae. Utöver nominatformen finns också underarten M. a. aucklandicus.